# Rastovac (Nikšić)
Pour les articles homonymes, voir Rastovac.
Rastovac (en serbe cyrillique: Растовац) est un village de l'ouest du Monténégro, dans la municipalité de Nikšić.

## Démographie

### Évolution historique de la population[1]
| 1948 | 1953  | 1961  | 1971  | 1981  | 1991  | 2003  |
| ---- | ----- | ----- | ----- | ----- | ----- | ----- |
| 909  | 1 048 | 1 161 | 1 194 | 1 374 | 1 446 | 1 513 |